# Shady Grove (comtat de McIntosh)
Shady Grove és una concentració de població designada pel cens del Comtat de McIntosh (Oklahoma) als Estats Units d'Amèrica. Segons el cens dels Estats Units del 2000 tenia 185 habitants.

## Demografia
Segons el cens del 2000, Shady Grove tenia 185 habitants, 73 habitatges, i 58 famílies. La densitat de població era de 8,9 habitants per km².
Dels 73 habitatges en un 30,1% hi vivien nens de menys de 18 anys, en un 74% hi vivien parelles casades, en un 2,7% dones solteres, i en un 20,5% no eren unitats familiars. En el 20,5% dels habitatges hi vivien persones soles l'11% de les quals corresponia a persones de 65 anys o més que vivien soles. El nombre mitjà de persones vivint en cada habitatge era de 2,53 i el nombre mitjà de persones que vivien en cada família era de 2,91.
Per edats la població es repartia de la següent manera: un 22,2% tenia menys de 18 anys, un 4,9% entre 18 i 24, un 25,4% entre 25 i 44, un 34,1% de 45 a 60 i un 13,5% 65 anys o més.
L'edat mediana era de 43 anys. Per cada 100 dones de 18 o més anys hi havia 111,8 homes.
La renda mediana per habitatge era de 53.125 $ i la renda mediana per família de 62.656 $. Els homes tenien una renda mediana de 23.125 $ mentre que les dones 22.734 $. La renda per capita de la població era de 18.820 $. Entorn de l'11,5% de les famílies i el 5,4% de la població estaven per davall del llindar de pobresa.